# Maserati Biturbo
Maserati Biturbo (укр. Мазераті Бітурбо) — сімейство легкових автомобілів класу люкс, які виготовлялись італійською компанією Maserati з 1981 по 1994 рік у вигляді дводверних купе, чотиридверних седанів і відкритих кабріолетів.
Назва Biturbo було придумано Алехандро Де Томазо (англ. Alejandro de Tomaso) для першого в світі автомобіля, оснащеного двигуном з турбонаддувом, оснащеного двома турбінами. Модель породила цілу лінійку автомобілів з більш ніж 30 версій, що випускалися майже 15 років.

## Історія

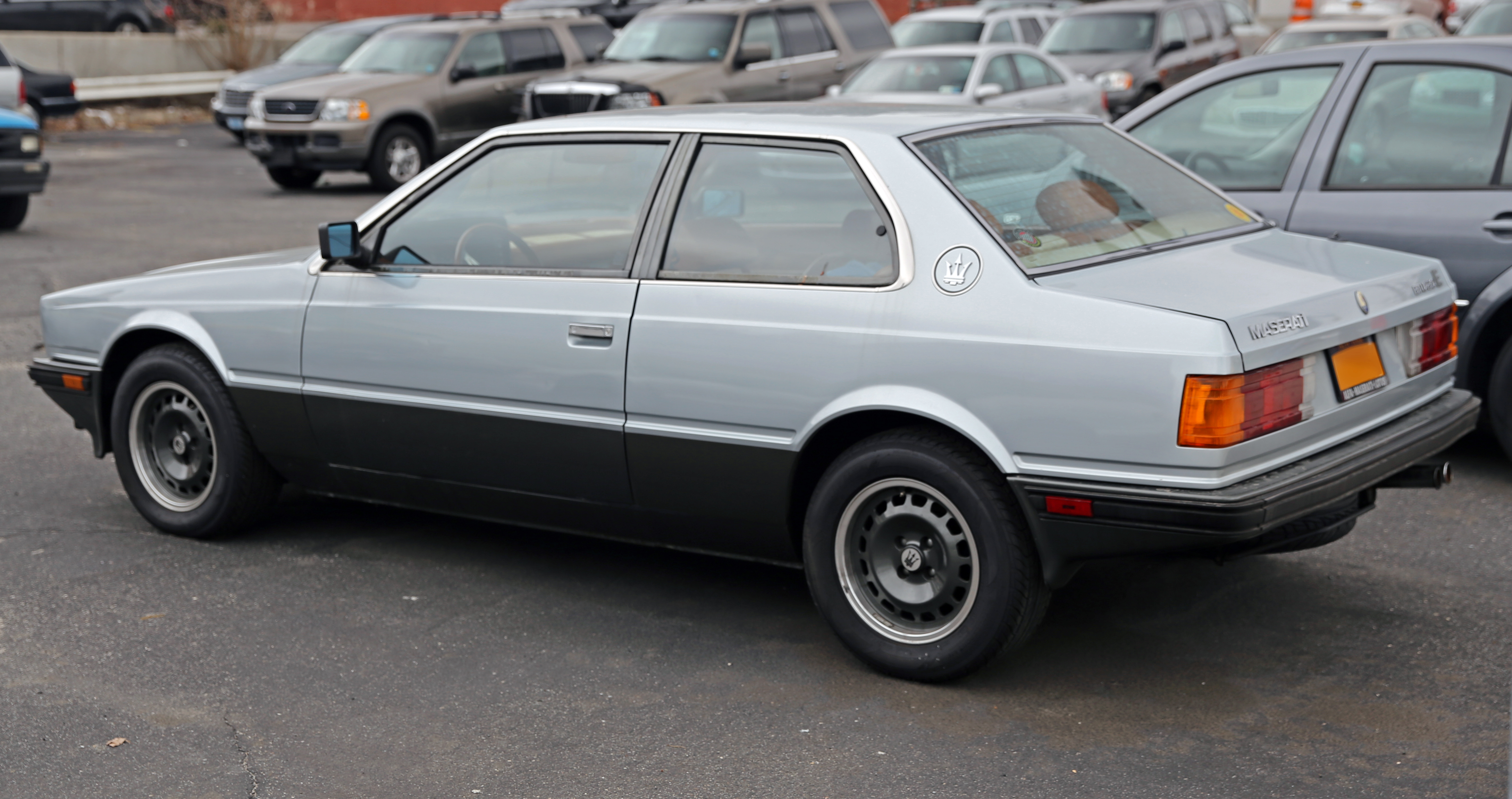
Maserati BiTurbo E

Модель Biturbo, представлена в день народження компанії 14 грудня 1981 року ознаменувала собою настання нової ери в історії Maserati. План нового її власника Алехандро Де Томазо (англ. Alejandro de Tomaso) по перевороту економічної ситуації полягав у створенні компактного купе, що пропонує гоночний темперамент в поєднанні з цікавою ціною. Метою такої політики було залучення нових покупців. Продажі в Італії першої моделі майбутнього великого сімейства почалися в квітні 1982 року.

## Biturbo

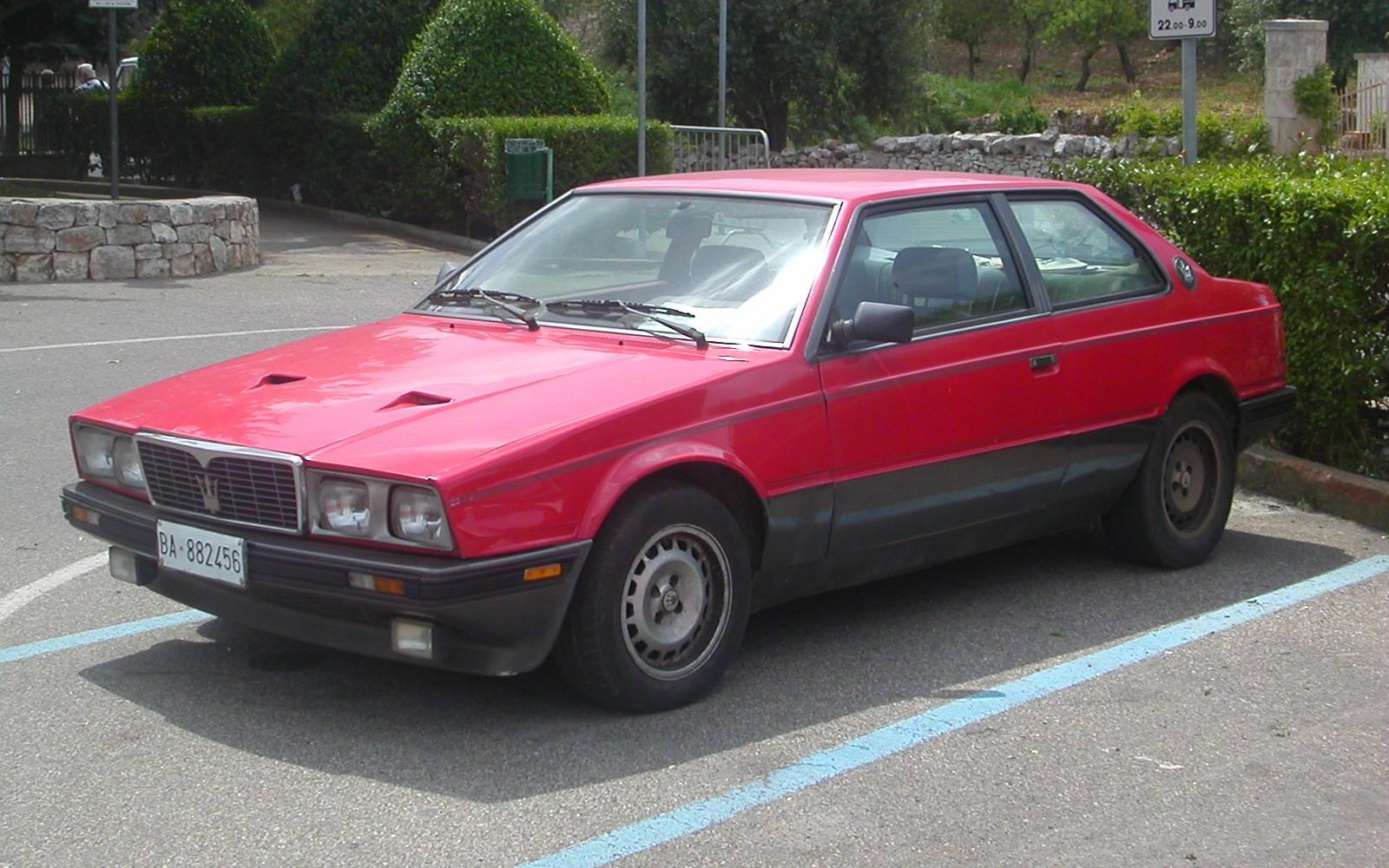
Maserati BiTurbo S

Елегантне спортивне купе було розроблено під керівництвом Пьеранджело Андреані (Pierangelo Andreani), керівника Центру стилю Maserati в той час. Внутрішнє оздоблення автомобіля було розкішним, в салон поміщалися чотири людини, яких оточували шкіра і дерево.
Новий компактний V-подібний шестициліндровий двигун з двома турбокомпресорами робочим об'ємом два літри розвивав потужність в 180 к.с., і в поєднанні з встановленим ззаду диференціалом підвищеного тертя наділяв автомобіль видатними динамічними характеристиками. У 1983 році була представлена більш потужна 205 к.с. версія Biturbo S, з двома проміжними охолоджувачами повітря (інтеркулерами). Зовні модель відрізнялася двома невеликими повітрозабірниками на капоті. У 1986 і 1987 році на обох моделях карбюратор був замінений на систему уприскування палива, їх потужність зросла до 187 і 220 к.с. і вони стали називатися Biturbo i і Biturbo Si відповідно.

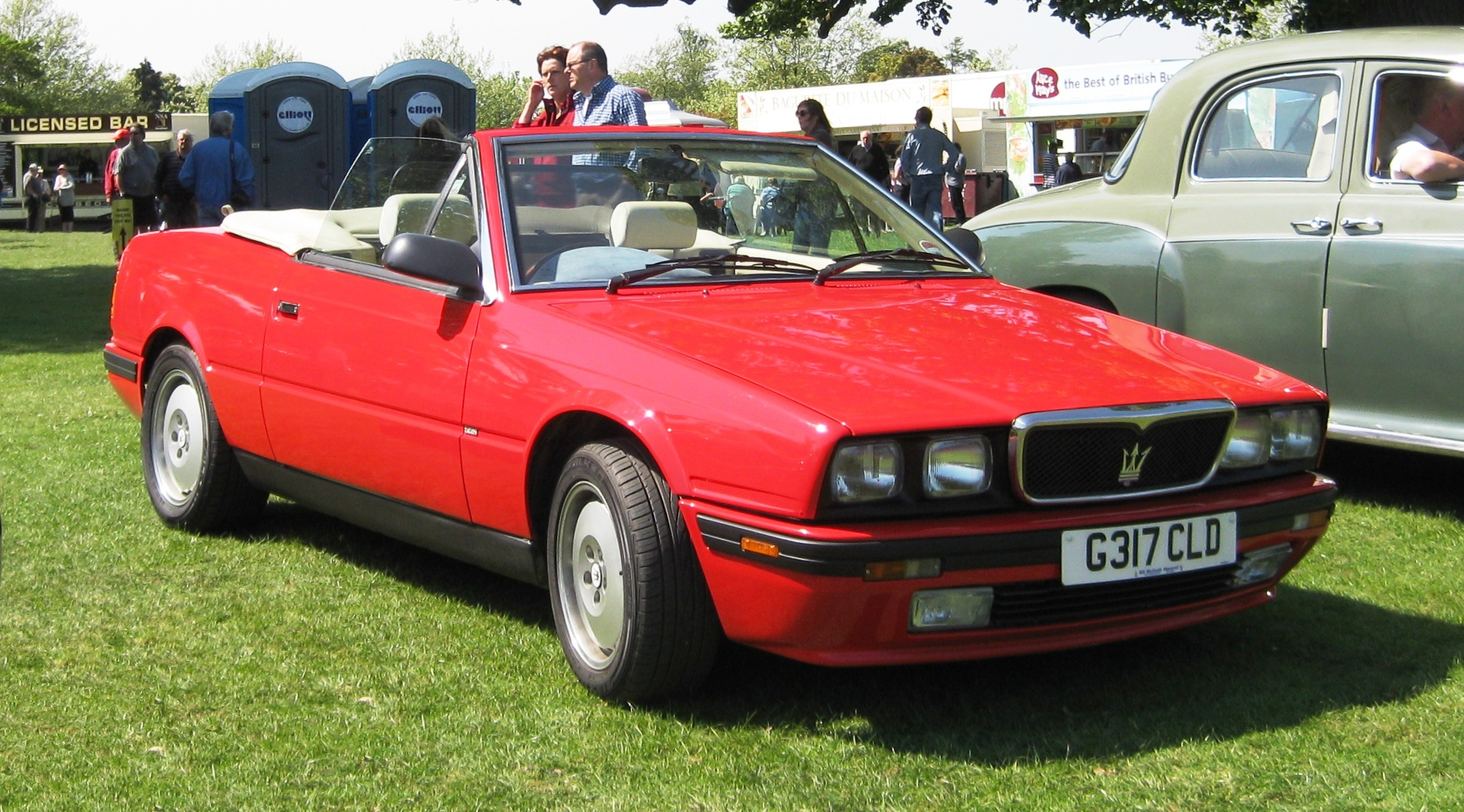
Maserati BiTurbo Spyder

Всього було виготовлено 11 919 дволітрових автомобілів Biturbo.

### Biturbo E
Якщо дволітрова версія була зарезервована для італійського ринку, то представлена в 1983 році модель Biturbo E з двигуном робочим об'ємом 2,5 літра потужністю 185 к.с. створювалася для експорту. Спортивна версія з трохи більш потужним двигуном на 196 к.с. позначалася як Biturbo ES. У 1987 році цей двигун також отримав систему уприскування палива, став розвивати 188 к.с., а модель, що ним оснащується, стали називати Biturbo Si 2500.
Всього було випущено приблизно 6,5 тисячі експортних моделей Biturbo.

## 222

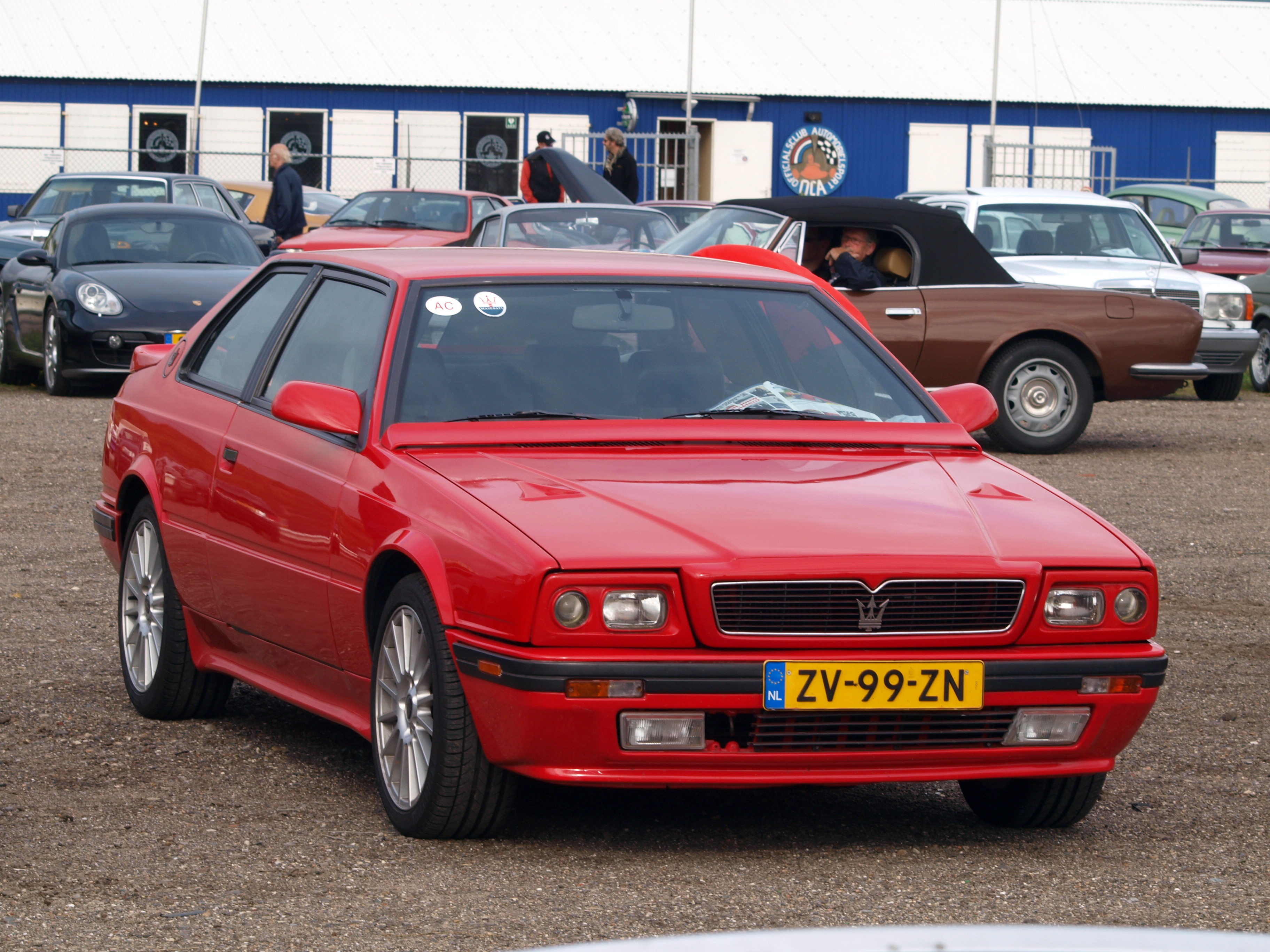
Maserati 222 E

Представлена на автосалоні в Турині в 1988 році модель Maserati 222 прийшла на заміну Biturbo. Перша цифра в позначенні автомобіля повідомляла про те, що це дводверна модель, друга відсилала до робочого об'єму дволітрового двигуна потужністю 220 к.с., а третя вказувала на друге покоління моделей Biturbo.
Косметичні зміни зовнішнього вигляду були виконані Марчелло Гандіні. Спереду автомобіля з'явилася округла решітка радіатора, а нові зовнішні дзеркала і спойлер ззаду були покликані поліпшити аеродинаміку. У салоні встановили більш зручні сидіння з електроприводом. Оздоблення інтер'єру — суміш вельвету, шкіри та дерев'яних вставок. У базову комплектацію моделі входили центральний замок і кондиціонер.

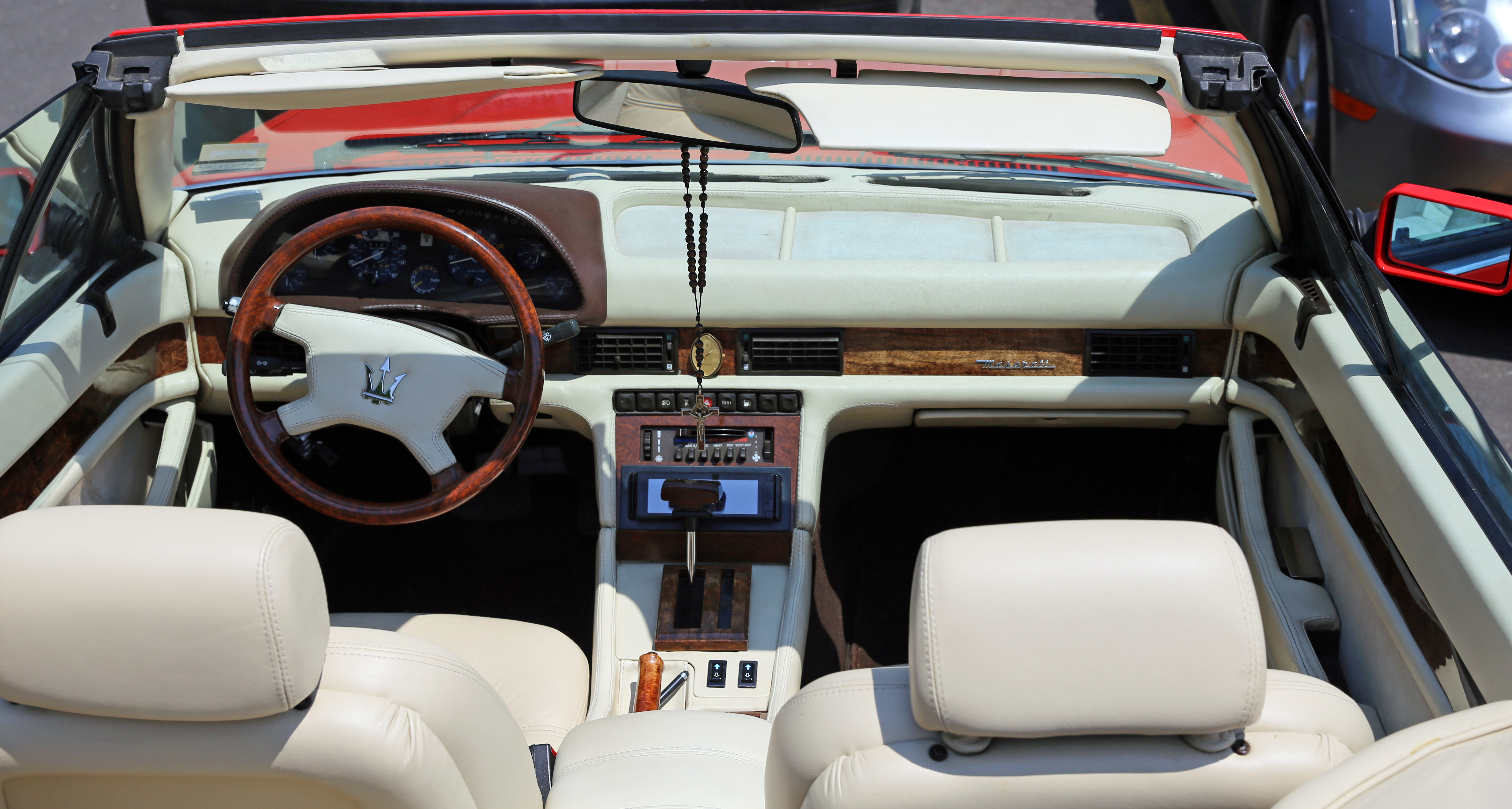

З 1989 року на автомобіль, позначений як 2.24v стали встановлювати новий двигун з двома розподільними в кожній головці і чотирма клапанами на циліндр. Внаслідок такого поновлення потужність мотора вдалося підняти до 245 к.с.
Всього було виготовлено 2557 дволітрових моделей

### 222 E
Єдиним зовнішньою відмінністю, також представленої в 1988 році, експортної моделі 222 E були стандартно встановлені протитуманні фари. Автомобіль оснащувалася 2,8-літровим двигуном потужністю 225 к.с. Менш ніж через два роки з'явилася спортивна версія 222 SE з двигуном модність 245 к.с.
У 1991 році експортна модель була оновлена. Названа 222 SR вона отримала нові фари, ґрати радіатора, литі колеса з сімома спицями і нове, розташоване перед вітровим склом, антикрило. Технічних змін було мало, потужність двигуна залишилася колишньою, як опція пропонувалася «розумна» підвіска з електронно-керованими амортизаторами. Трохи пізніше з'явилася дуже схожа на неї модель 222.4v, оснащена двигуном потужністю 279 к.с.
Всього було виготовлено 1073 експортних автомобілі.

## Двигуни
- 2.0 L twin-turbo 90° V6 SOHC 180—220 к.с.
- 2.0 L twin-turbo 90° V6 DOHC 220—245 к.с.
- 2.5 L twin-turbo 90° V6 SOHC 185—205 к.с.
- 2.8 L twin-turbo 90° V6 SOHC 225—250 к.с.
- 2.8 L twin-turbo 90° V6 DOHC 279—285 к.с.